# 서경초등학교 (충북)
서경초등학교는 대한민국 충청북도 청주시 흥덕구에 있는 초등학교이다.

## 학교 연혁
- 2001. 12. 01 서경초등학교 설립 인가
- 2004. 03. 01 서경초등학교 개교(23학급 편성)
- 2008. 11. 05 교육과학기술부지정 디지털 영어 실험학교 운영
- 2009. 12. 24 학교평가 우수학교 교육감 표창
- 2011. 10. 07 충청북도교육청지정 교육과정시범학교 운영
- 2011. 10. 12 충북학교도서관대회 우수학교 교육감 표장
- 2011. 12. 31 전국 100대 교육과정 우수학교 교육과학기술부장관 표창
- 2012. 01. 10 학력평가 우수학교 교육감 표창
- 2012. 09. 01 제5대 김태국 교장 부임
- 2012. 12. 07 多 행복한 학교 우수학교 지정 교육장 표창
- 2012. 12. 31 초등학교 평가 최우수학교 교육감 표창
- 2013. 03. 01 청주교육대학교 교육실습협력학교 지정(2년)
- 2014. 02. 12 제10회 졸업(누계 2,070명)
- 2014. 03. 01 40학급 편성(특수학급 1학급, 유치원 2학급 포함)

## 근접한 건물
- 서경중학교
- 서원고등학교